# Calling All Hearts
«Calling All Hearts» —en español: «Llamando a todos los corazones»— es una canción del productor estadounidense DJ Cassidy, con la voz del cantante y compositor estadounidense-canadiense Robin Thicke y la cantante británica Jessie J. La canción fue lanzada en el Reino Unido el 20 de abril de 2014, como una descarga digital. La canción ha trazado en Bélgica. La canción fue escrito por Cassidy Podell, Jessica Cornish, Claude Kelly y Gregory Cohen.

## Video musical
Un vídeo musical para acompañar el lanzamiento de «Calling All Hearts» fue lanzado por primera vez en YouTube el 4 de marzo de 2014 a una longitud total de seis minutos y treinta cinco segundos. El video dirigido-X fue filmada en Londres y cuenta con una banda de 13 piezas, que se realiza en una etapa en forma de corazón de 52 metros cuadrados, de color rosa de la laca. La cantante británica Jessie J se entiende con Robin Thicke, mientras Cassidy rocas del CDJ en una chaqueta de esmoquin de color verde lima y su firma sombrero de 1920 navegante.

## Lista de canciones
Descarga digital

| N.º | Título                                               | Duración |  |
| 1.  | «Calling All Hearts» (feat. Robin Thicke & Jessie J) | 4:48     |  |

## Posicionamiento en listas

### Listas semanales
| Listas (2014)                               | Mejor posición |
| ------------------------------------------- | -------------- |
| Bélgica (Flandes) (Ultratip Bubbling Under) | 80             |
| Bélgica (Valonia) (Ultratip Bubbling Under) | 32             |
| Escocia (Scottish Singles Sales Chart)      | 7              |
| Reino Unido (UK Singles Chart)              | 6              |

## Historial de lanzamientos
| País        | Fecha               | Formato          | Discográfica     |
| ----------- | ------------------- | ---------------- | ---------------- |
| Reino Unido | 20 de abril de 2014 | Descarga digital | Columbia Records |